# Michel Sarran

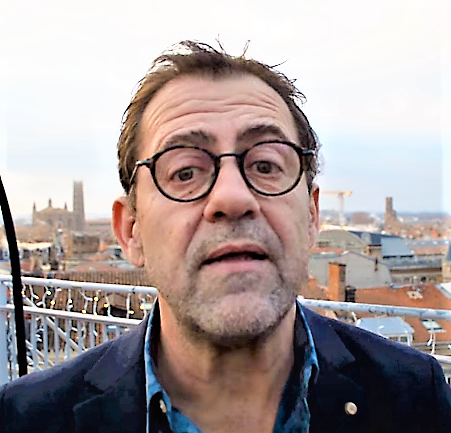
Michel Sarran in 2017

Michel Sarran (Nogaro, 18 april 1961) is een Franse kok.
Sarran ontving zijn opleiding in de herberg uitgebaat door zijn ouders en later ging hij in de leer bij Alain Ducasse, Jean-Michel Lorain en Michel Guérard. Hij opende zijn eerste restaurant in Toulouse in 1995 en behaalde in 1996 een eerste Michelinster. In 2003 behaalde hij een tweede ster. Tussen 2015 en 2021 was hij jurylid in het tv-programma Top Chef op de zender M6. Naast zijn restaurant Michel Sarran in Toulouse opende hij met zijn twee dochters een restaurantketen die croque-monsieurs verkoopt, Croq'Michel, en baat hij ook een foodtruck uit bij sportwedstrijden in Toulouse.

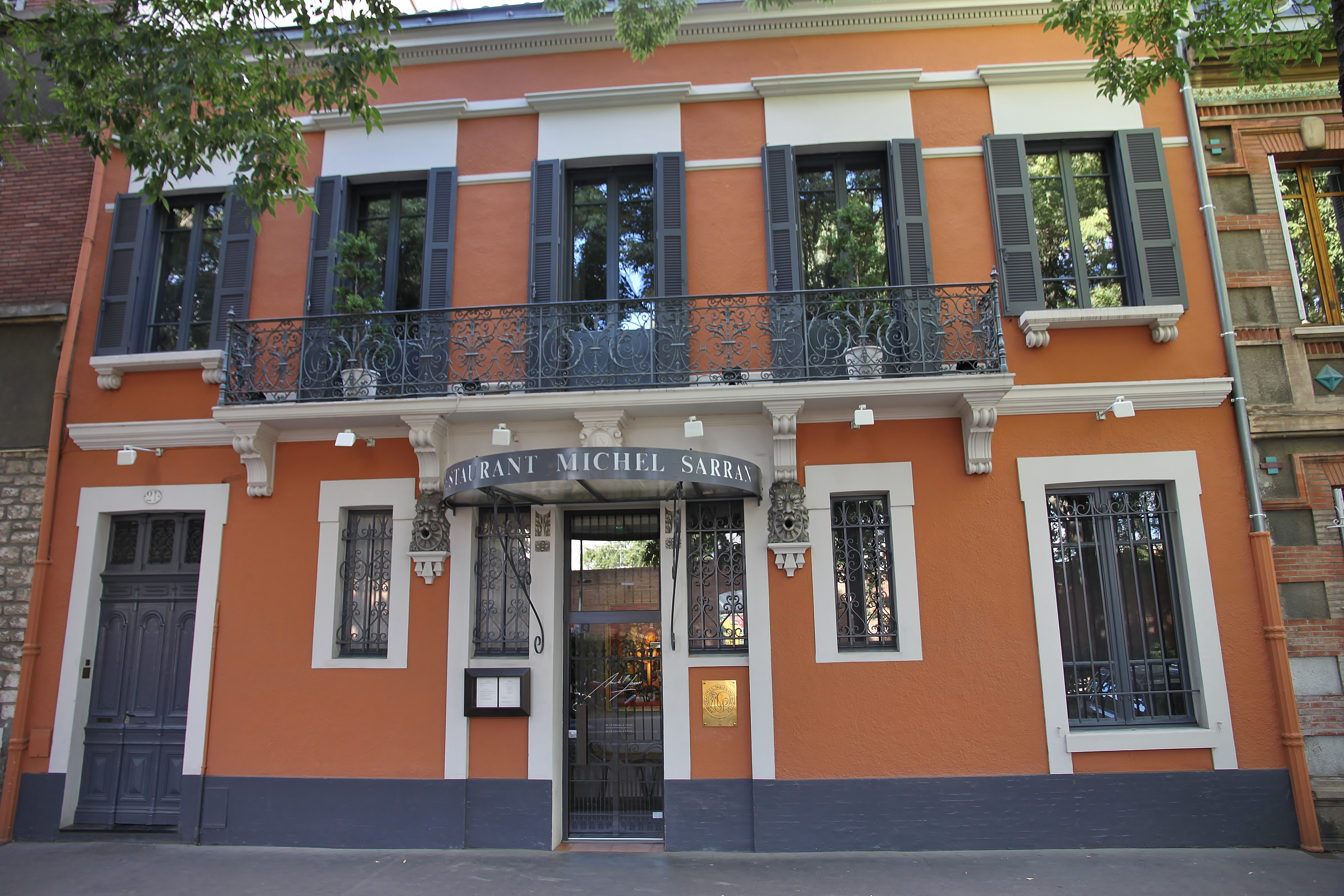
Restaurant Michel Sarran in Toulouse
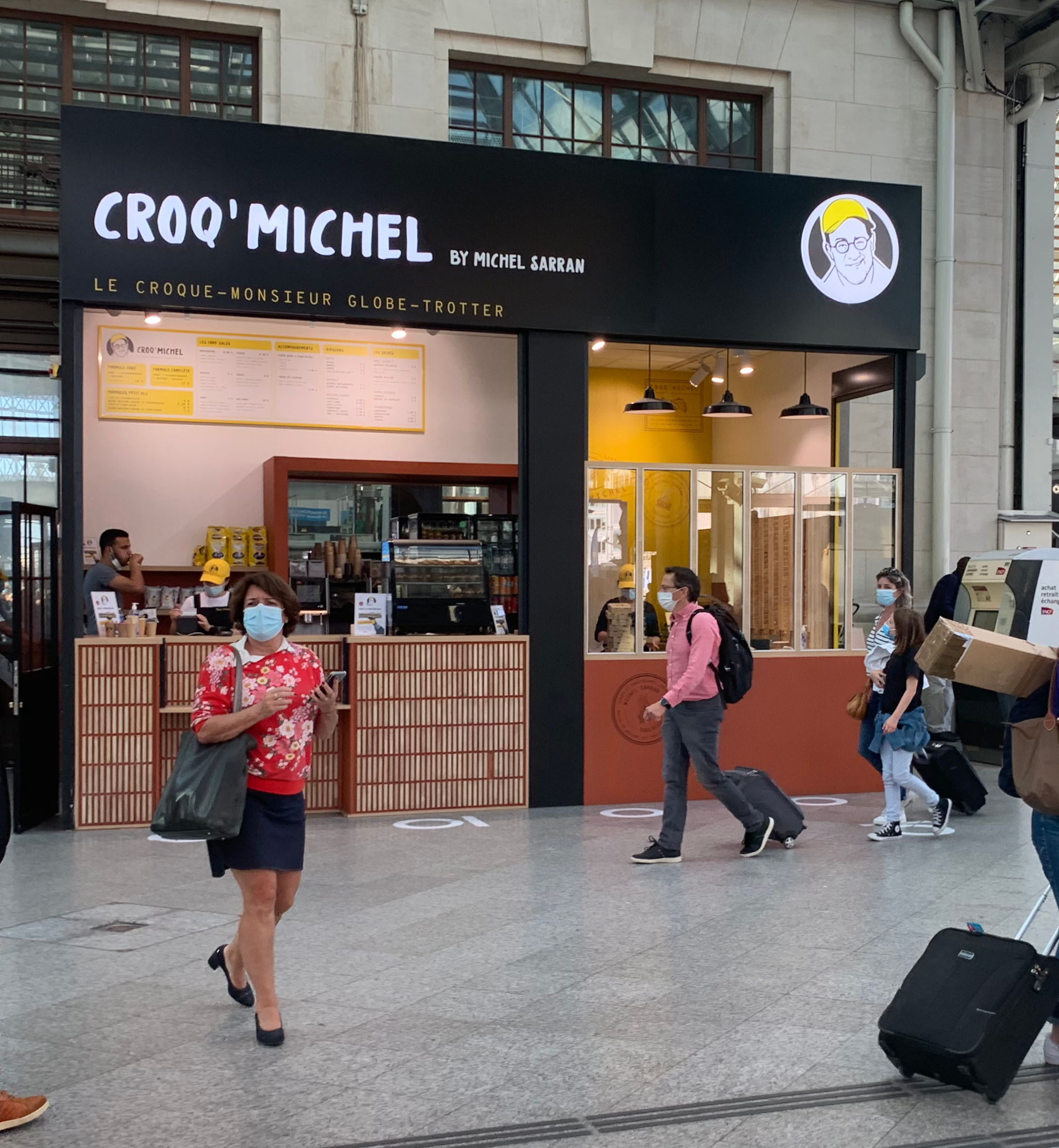
Croq'Michel in het Gare de Lyon (Parijs)